# Mangala, fille des Indes
Pour les articles homonymes, voir Mangala et Aan.
Pour plus de détails, voir Fiche technique et Distribution.
Mangala, fille des Indes ou Aan en hindi (The Savage Princess aux États-Unis) est un film indien de 1952 réalisé par Mehboob Khan avec Dilip Kumar, Nimmi, Premnath et Nadira.

## Fiche technique
- Chef décorateur : M.R. Achrekar

## Distribution
- Dilip Kumar : Jai Tilak Hada
- Nimmi: Mangala
- Premnath: Shamsher Singh
- Nadira: Princess Rajeshwari ‘Raj’
- Sheela Naik: Servante de la princesse
- Muqri: Chandan
- Murad: Maharajah
- Nilambai
- Cuckoo: danseur
- Maya
- Abdul
- Aga Mehraj
- Amir Banoo: Sardar Ma, Mère de Jai